# کیت (رامسر)
کیت، روستایی از توابع بخش مرکزی شهرستان رامسر در استان مازندران ایران است.
این روستا غربی ترین نقطه استان مازندران از لحاظ مختصات جغرافیایی و مسکونی بودن است.

## جمعیت
این روستا در دهستان اشکور قرار دارد و براساس سرشماری مرکز آمار ایران در سال ۱۳۸۵، جمعیت آن ۹۰ نفر (۲۲خانوار) بوده‌است.